# Tillandsia abdita
Espèce
Classification phylogénétique
Tillandsia abdita est une espèce de plantes à fleurs de la famille des Bromeliaceae, endémique du Costa Rica. L'épithète abdita signifie « cachée » et est probablement une allusion aux fleurs un peu cachées entre les bractées de l'inflorescence, mais le protologue ne le précise pas explicitement.

## Taxonomie
Il n'existe aucun synonyme connu.

## Protologue et type nomenclatural
- Tillandsia abdita L.B.Sm., in Phytologia 8(1): 10, tab. 1 fig. 15-17 (1961)

Diagnose originale
« A T. brachycaulos Schlecht., cui affinis, foliorum vaginis haud distinctis, laminis latioribus, bracteis florigeris sepalisque lepidotis differt. »
Type
- leg. F. Solis, n° 314, 1935-08 ; « Cerro de Escasú, Province of San José, Costa Rica » ; Holotypus Chicago Natural History Museum[1].
- leg. F. Solis, n° 314, 1935-08 ; « Costa Rica. San Jose. On Cerro de Escasu. » ; Isotypus (fragment.) US National Herbarium (US 00089108)

## Description
Tillandsia abdita est plante herbacée en rosette acaule monocarpique vivace par ses rejets latéraux.

## Distribution et habitat

### Distribution
L'espèce est endémique de province de San José au Costa Rica.